# Sana Souissi
Sana Souissi, née en 1982 à Tunis, est une chanteuse tunisienne installée à Paris depuis 2006.

## Biographie
Née dans le quartier de Bab Saadoun au sein d'une famille d'artistes, elle s'intéresse rapidement à la musique et participe à des festivals scolaires et amateurs, tout en s'inscrivant au Conservatoire national de musique de Tunis.
Repérée par le duo Fadhel Jaziri et Samir Agrebi, elle est engagée au sein des spectacles Noujoum (1994) et Zghonda et Azzouz (1995), qui sont tous deux la cible de critiques acerbes pour avoir tourné en dérision la musique arabe et valorisé la « musique des bas-fonds ». 
Souissi, qui a remporté un grand succès grâce à son interprétation osée (chanson et danse suggestive), décide de sortir du genre qui risque de condamner sa carrière ; elle se lance dans d'autres expériences, avec son premier album Baba âannouar qui remporte un grand succès en 2003, en particulier pour ses rythmes populaires assez proches du mezoued. Elle décide ensuite de tenter sa chance en s'installant en France. Son dernier succès Kfaya, sorti en 2007, est interprété en duo avec Abdelkrim Benzarti, adepte du mezoued.

## Principales œuvres
- Baba âannouar (بابا ع النوار)
- Ya rbiaa (يا ربيع حط خطارك)
- Khallini nloumek (خليني  نلومك)
- Fi rouhi nar (في روحي نار)
- Sendebad zmani (سندباد زماني)
- Khallini wahdi (خليني وحدي)